# Утьосов. Пісня довжиною у життя
«Утьосов. Пісня завдовжки з життя» (рос. Утёсов. Песня длиною в жизнь) – російський телесеріал 2006 року про життя і творчість видатного одесита, талановитого співака,  кіноактора та керівника оркестру Леоніда Утьосова, у виконанні якого звучали знамениті пісні «У Чёрного моря» та «Раскинулось море широко».

## Синопсис
Серіал, який складається з 12 серій, розповідає про всі найважливіші події з життя людини-легенди Леоніда Осиповича Утьосова – від дитинства до присвоєння звання Народного артиста СРСР, яке він отримав у віці 70 років першим з усіх артистів естради.

## У ролях

### Леонід Утьосов та його родина
| Актор               | Роль                                                    |
| ------------------- | ------------------------------------------------------- |
| Богдан Бенюк        | Леонід Осипович Утьосов у зрілому віці                  |
| Марат Башаров       | Леонід Утьосов (молоді роки)                            |
| Володимир Жеребцов  | Леонід Утьосов (Льодя)-юнак                             |
| Кирило Івковський   | Льодя-підліток                                          |
| Владислав Гончар    | Льодя-маленький                                         |
| Віра Воронкова      | Малка Мойсеївна Вайсбейн, мати Утьосова                 |
| Георгій Дрозд       | Йосип (Осип) Калманович Вайсбейн, батько Утьосова       |
| Ада Роговцева       | Олена Осипівна Ленська, дружина Утьосова у зрілому віці |
| Марина Александрова | Олена Осипівна Ленська, дружина Утьосова (молоді роки)  |
| Тетяна Ташкова      | Едіт у зрілому віці, донька Утьосова                    |
| Наталья Гатіятова   | Діта у молодості, донька Утьосова                       |
| Аліса Ржавська      | Діта-маленька, донька Утьосова                          |
| Нонна Гришаєва      | Антоніна Ревельс, балерина, друга дружина Утьосова      |

### Другорядні персонажі
| Актор                    | Роль                                                  |
| ------------------------ | ----------------------------------------------------- |
| Раїса Недашківська       | повитуха                                              |
| Світлана Смоляна         | Манька                                                |
| Олександр Ігнатуша       | Кондратій Семенович, м’ясник                          |
| Світлана Попенко         | мадам Гулько, сусідка в одеському дворику             |
| Тамара Яценко            | Розочка (Роза Мойсеївна), сусідка в одеському дворику |
| Олексій Вертинський      | Г.Ф. Файг, директор комерційного училища              |
| Олексій Горбунов         | Мішка Япончик                                         |
| Михайло Шкловський       | Мішка Япончик-юнак                                    |
| Олександр Задніпровський | Бороданов                                             |
| Алла Юганова             | Люба, циркачка                                        |
| Назар Задніпровський     | Ярославцев                                            |
| Володимир Горянський     | Микола Литвинов «Пушок», суфлер                       |
| Анатолій Дяченко         | Ісаак Шпінглер                                        |
| Олеся Жураківська        | Оксана                                                |
| Віктор Цекало            | Повз касу                                             |
| Ольга Сумська            | Казимира Невяровська, польська акторка                |
| Дмитро Мар’янов          | Ісаак Дунаєвський, композитор                         |
| Антін Мухарський         | Григорій Олександров                                  |
| Людмила Смородіна        | Любов Орлова                                          |
| Юрій Якуша               | Нільсен                                               |
| Анна Казючиц             | Зоя                                                   |
| Євген Паперний           | Йосип Сталін/Платон Керженцев                         |
| Олександр Ярема          | Кендюх                                                |
| Елеонора Шашкова         | Катерина Фурцева                                      |
| Маріанна Кавка           | Марися                                                |